# Dziemiany
Dziemiany phát âm [d͡ʑeˈmjanɨ] (tiếng Đức: Dzimianen, hay Sophienwalde trong thời kỳ phát xít Đức) là một ngôi làng ở Koscincierzyna, Pomeranian Voivodeship, ở miền bắc Ba Lan. Đó là khu hành chính của Gmina Dziemiany. Nó nằm cách khoảng 19 kilômét (12 mi) về phía tây nam Kościerzyna và 70 km (43 mi) về phía tây nam của thủ phủ khu vực Gdańsk. Đó là vị trí của trại tập trung Đức quốc xã Dzimianen - Sophienwalde, một tiểu khu của trại tập trung Stutthof. Tại đây, quân SS -Truppenzigungsplatz Westpreußen được đặt trong thời kỳ chiếm đóng của Ba Lan trong Thế chiến II.
Ngôi làng có dân số là 1.762 người.

## Truppenzigungsplatz Westpreußen

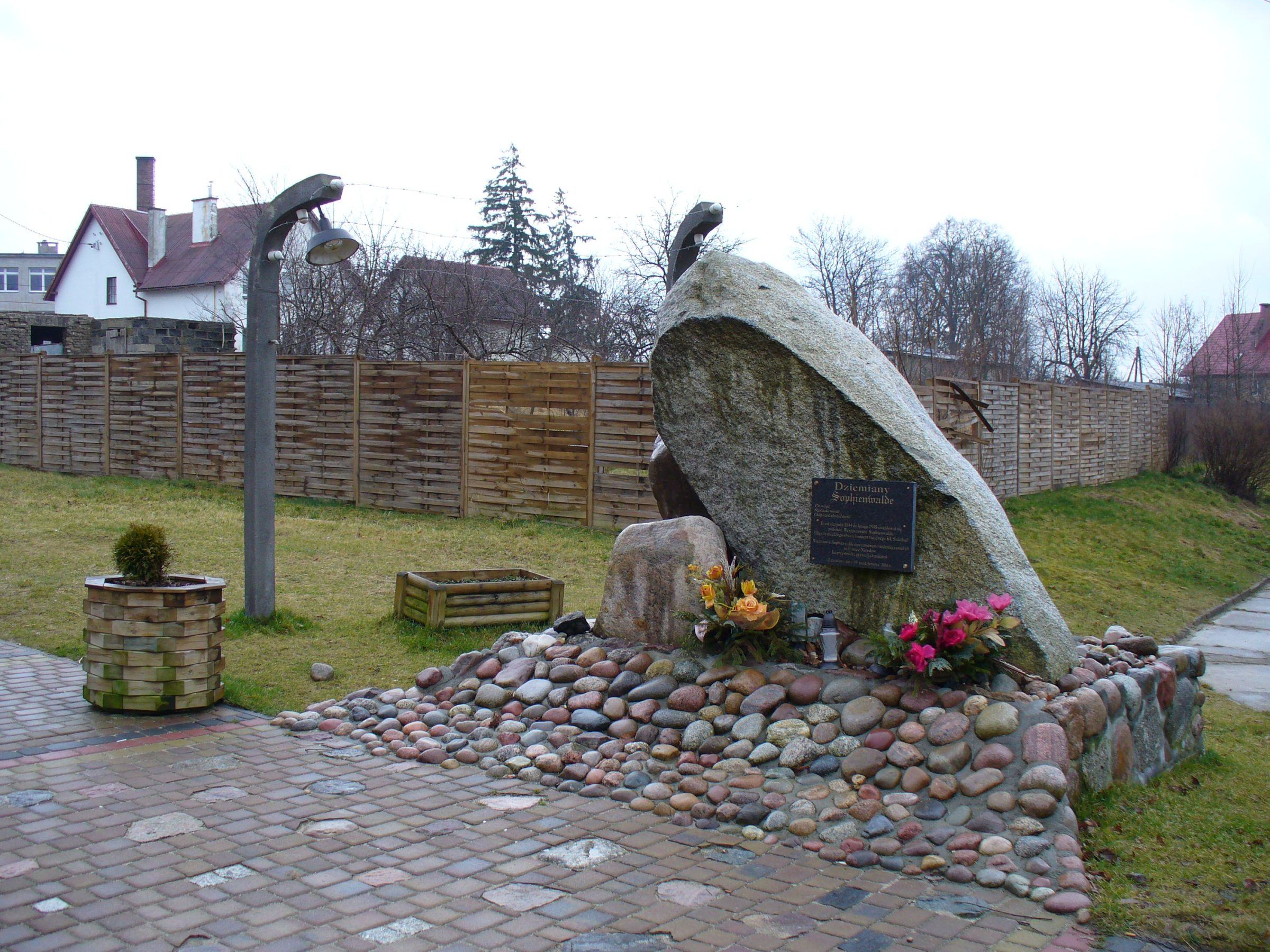
Hòn đá tưởng niệm các nạn nhân của trại tập trung Westpreussen Sophienwalde của KL Stutthof ở Dziemiany, những người đã chết trong khoảng thời gian từ tháng 8 năm 1944 đến tháng 2 năm 1945 như nô lệ cho SS-Truppenzigungsplatz Westpreußen

Dziemiany bị tàn phá vào ngày thứ hai của cuộc xâm lược Ba Lan của Đức Quốc xã vào tháng 9 năm 1939. Vài tuần sau, vào ngày 26 tháng 10 năm 1939, bởi một sắc lệnh của Adolf Hitler, khu vực này đã được sáp nhập vào Reich như là Reichsagau Danzig Westpreussen. Dziemiany được đổi tên thành Sophienwalde, dân số là 4.328 người Ba Lan. Theo sau đó là sự trục xuất của tất cả các công dân nổi bật. Các trường học Ba Lan và tất cả các tổ chức đã bị đóng cửa.
Vào mùa thu năm 1943 trong Chiến dịch Barbarossa, quân Đức bắt đầu xây dựng doanh trại quân sự gọi là Truppenzigungsplatz Westpreußen ở Dziemiany và các làng lân cận trên diện tích 700 kilômét vuông (270 dặm vuông Anh). Tất cả nông dân bị trục xuất đến trại tập trung Potulice. Trại này được thiết kế để huấn luyện các lữ đoàn SS Sturm mới bao gồm Waffen-SS, cũng như thử nghiệm tên lửa. Nó được xây dựng bởi khoảng 1.000 tù nhân quốc tế bị giam giữ tại doanh trại của một trại tập trung tạm thời ở Brusy, 300 tù nhân của KL Potulice và khoảng 400 tù nhân của KL Stutthof. Nhóm tù nhân đáng chú ý gồm khoảng 400 công nhân nô lệ đã đến vào mùa thu năm 1944, bị bắt trong cuộc nổi dậy Warsaw. Ngoài ra còn có nhóm khoảng 500 phụ nữ Do Thái bị giữ tại tiểu trại ở Dziemiany (Sophienwalde) làm việc để phục vụ các binh sĩ SS. Tổng cộng, trại được xây dựng bởi khoảng 3.000 tù nhân. Các thực tập sinh đầu tiên đến từ Latvia, Romania và Hungary. Đào tạo trung bình kéo dài từ hai đến sáu tuần. Trại không bao giờ được hoàn thành đầy đủ, vì sự tiến bộ của Liên Xô.

## Những người đáng chú ý
- Ukasz Chyła (sinh năm 1981 tại Dziemiany) một vận động viên chạy nước rút điền kinh và thi đấu quốc tế cho Ba Lan